# معهد القانون الدولي
معهد القانون الدولي هي منظمة تأسست سنة 1873 من قبل غوستاف موينر وغوستاف رولين-ياكويمنز. تهدف المنظمة إلى دراسة ونشر القانون الدولي. يعتبر أعضاؤها من أبرز المحامين العالميين بعمل بعضهم في المحكمة الجنائية الدولية. للمنظمة أربع فروع :
- مصر
- الولايات المتحدة الأمريكية
- أوغندا
- نيجيريا

بينما تغطي توصياتها القانون الدولي في كثير من أشكاله، تتعلق أغلب قراراتها بقوانين الإنسان بشكل خاص وحل المنازعات سلميا. ولهذا السبب إستلمت المنظمة جائزة نوبل للسلام سنة 1904.